# طريق الشام
طريق الشام هو كل طريق دولي يربط مدن وبلدان مختلفة بالعاصمة دمشق كالطريق الدولي بين بيروت ودمشق يسمى طريق الشام وطريق الدولي بين عمان ودمشق والطرق الدولية التي تربط العاصمة دمشق بباقي المحافظات السورية وتعرف باسم طريق الشام في أغلب المحافظات السورية بدلاً من طريق دمشق.
كافة الاوسترادات المتجهة من مدن سوريا إلى دمشق مثلا الطريق الدولي دمشق ويتجه شمالاً نحو محافظة ريف دمشق ثم إلى محافظة حمص فمحافظة حماة ثم محافظة حلب فمدينة حلب ويكمل طريقه شمالاً يطلق عليه بين العامة طريق الشام والطريق بين السويداء ودمشق يسمى طريق الشام أو الطرق المتجهة نحو دمشق من مدن الفرات والجزيرة السورية البعيدة دير الزور أو الرقة أو الحسكة أو القامشلي وغيرها يطلق عليه طريق الشام.